# Sochařský ateliér Vladimíra a Věry Janouškových
Sochařský ateliér Vladimíra a Věry Janouškových  se nachází v Praze 5-Smíchově v ulici U Kotlářky pod západním svahem přírodní památky Skalka.

## Historie
Dům s ateliérem v takzvaném bruselském stylu postavil roku 1965 architekt Josef Hrubý pro sochaře Vladimíra a Věru Janouškovy.
Od roku 2020 je v rekonstrukci.

## Popis
Sochařský ateliér na nepravidelném půdorysu stojí v rozsáhlé zahradě. Jeho obvodové nosné zdi přerušuje plně prosklená východní stěna s výhledem do zadní zahrady se zelenou strání. Tato prosklená stěna je nesena v lehké kovové konstrukci.
Vstup do obytného prostoru je uprostřed a rozděluje prostor na dva velké ateliéry. Z něj vedou vysunuté schody na galerii, kde je klidová pracovna s výhledem nejen ven, ale také dolů do ateliérové haly. Prostor osvětlují kromě prosklené stěny zářivková svítidla vysoko pod stropem a bodové zdroje na galerii.
Minimum nábytku tvoří pouze klasicistní souprava stolu a sedadel a bambusové houpací křeslo. Ostatní jsou plochy pracovní a plochy skladovací nebo výstavní, volné i vestavěné regály a otočné sochařské stojany.
Půdorys domu je jemně zalomen a nechává tak dovnitř proudit co nejvíce světla rozptýleného i slunečního; sochy stojící v těchto místech jsou jím modelovány.